# 합천 성산리 느티나무
합천 성산리 느티나무(陜川 城山里 느티나무)는 대한민국 경상남도 합천군 쌍책면 성산리에 있는 느티나무이다. 2002년 2월 14일 경상남도의 기념물 제240호로 지정되었다.

## 개요
느티나무는 우리나라를 비롯하여 일본, 대만, 중국 등의 따뜻한 지방에 분포하고 있다. 가지가 사방으로 퍼져 자라서 둥근 형태로 보이며, 꽃은 5월에 피고 열매는 원반모양으로 10월에 익는다. 줄기가 굵고 수명이 길어서 쉼터역할을 하는 정자나무로 이용되거나 마을을 보호하고 지켜주는 당산나무로 보호를 받아왔다.
합천 성산리의 느티나무는 1그루로, 높이 25m, 둘레 6m 10㎝이며, 나이가 약 500년 정도로 추정된다. 주위에는 이 나무보다 크기가 작고 나이가 적은 느티나무 4그루가 함께 정자나무 숲을 이루고 있으며, 이 나무들 중앙에는 이 나무와 같은 크기였을 것으로 보이는 느티나무 한 그루가 죽어서 그루터기만 남아 있고 옆에는 썩다 남은 줄기 일부가 제자리에 잘 보존되어 있다.
이들 느티나무 남쪽에 있는 황강 제방은 강물의 범람과 느티나무들의 보호를 위하여 현재 4m 높이의 콘크리트 옹벽이 30m 정도 처져 있다. 이곳은 옛날부터 최근까지 합천 북부지방 사람들이 항강을 배로 건너서 남쪽의 초계 지방을 오가는 큰 나루터였던 곳이나 황강다리가 놓여진 지금 이 나루터에는 옛날의 북적거리는 모습은 간데 없고 느티나무들만 한가로이 서 있다.
나무의 흉고 둘레가 6m 이상이 되며 수령이 500여년이나 되는 거대한 고목인 동시에 이 지역 사람들이 이 곳을 신성시하고 있고 나무에 얽힌 유래와 전설 등을 고려할 때 문화재적 가치가 있다.

## 참고 문헌
- 합천성산리느티나무 - 국가유산청 국가유산포털